# 相見5分屬於我！時間停止和不可避的命運
《相見5分屬於我！時間停止和不可避的命運》是HULOTTE在2018年10月26日發售的戀愛冒險類型成人遊戲。

## 故事簡介
黑瀨悠真在上學途中遇到了一位穿著黑色斗蓬的神秘銀髮少女，銀髮少女給了悠真一個懷錶，並對悠真說這個懷錶擁有能讓時間停止五分鐘的效果。對此仍半信半疑的悠真，在學校以同班同學光井瑠璃為實驗目標，證明了懷錶的效果是真實的。

## 登場角色
黑瀨悠真
作品男主角，從銀髮少女柊白亞手中得到了能讓時間停止五分鐘的懷錶，因為擔心懷錶有其他副作用，除了初次拿同班同學光井瑠璃測試效果外並不輕易使用懷錶。
光井瑠璃
悠真的同班同學，和任何人都能輕鬆交談的女孩。由於家教嚴格，很少去速食店之類的地方。知曉悠真擁有能停止時間五分鐘的能力後感到興致盎然。
黑瀨櫻良（聲：明羽杏子）
悠真的妹妹，小悠真一歲，年幼時便對哥哥抱有超越家人的好感，當看到悠真和其他女孩交好時會感到嫉妒。由於曾經發生過事故而得到了哥哥的溺愛。
山吹諾婭
櫻良的好友，在國外長大的混血兒，個性積極樂觀，喜歡神秘與超自然現象的題材。某天將要被車撞時被悠真在不可思議的時間救了下來，從此崇拜悠真，並認為悠真是超能力者。
紅林花音
悠真的學姐，喜歡看書，大多時間都待在學校的圖書館，非常不擅長與人交流。喜歡科幻作品，當涉及科幻話題時會變得極為健談。曾被悠真詢問有沒有好的科幻作品，就此認為悠真是自己的同好。
柊白亞
給悠真懷錶的銀髮少女，後來以親戚身分住進了悠真家。喜歡調侃悠真。
東雲梓
長時間照顧櫻良的護士，散發著成熟氣質的大姐姐。直覺敏銳，經常做出看透他人想法的發言。
安部胡桃
悠真的同班同學，個性天真無邪的女孩。由於直率且毫無心機，深受班上同學的喜愛。

## 主題曲
片頭曲「Time is」
作詞、主唱：Duca，作曲、編曲：
片尾曲「Time for」
作詞、主唱：Duca，作曲、編曲：chokix

## 評價
《相見5分屬於我！時間停止和不可避的命運》在Getchu.com舉辦的美少女遊戲大賞2018中獲得綜合部門第12名、角色部門柊白亞第12名。於2018年度「萌系遊戲大賞」獲得角色設計賞。

## 外部連結
- 相見5分屬於我！時間停止和不可避的命運遊戲官網 （页面存档备份，存于）（日語）